# Kolésnikov (Stàvropol)
|  | Per a altres significats, vegeu «Kolésnikov». |

Kolésnikov (en rus: Колесников) és un poble (un khútor) del krai de Stàvropol, a Rússia, que en el cens del 2010 tenia 197 habitants. Pertany al districte rural de Zelenokumsk.